# Jakob Rosner (Fotograf)
Jakob Rosner, auch Yaakov Rosner, hebräisch יעקב רוזנר, (geboren 1902 in München; gestorben 26. August 1950 in Tel Aviv) war ein israelischer Fotograf.

## Leben
Jakob Rosner schloss sich als Kind der zionistischen Jugendorganisation Blau-Weiß an. Ab 1920 besuchte er die Handelshochschule in München und studierte ab 1922 Volkswirtschaftslehre an der Universität München, an der er 1926 promoviert wurde. Rosner heiratete Margot Klausner, sie hatten eine Tochter. Die Ehe wurde alsbald geschieden, und Rosner heiratete 1932 ein zweites Mal.
1926/27 reiste Rosner in die USA und traf dort auf den Fotografen Alfred Stieglitz, was ihn in seiner Arbeit stark beeinflusste. Rosner arbeitete ab 1927 in der Werbeabteilung des Schuhhauses Leiser in Berlin. Er wurde Mitglied der Gesellschaft Deutscher Lichtbildner (GDL).
Rosner emigrierte 1936 nach Palästina, das er schon vorher mehrfach besucht hatte, er lebte in Tel Aviv. Rosner arbeitete als Cheffotograf für den Jüdischen Nationalfonds (KKL).
Er gehört zu den Fotografen, die die Aufbauarbeit der Siedler dokumentierten. Er arbeitete auch zusammen mit dem Werbegrafiker Franz Krausz bei Werbe- und Propagandabroschüren. 1944 hatte er eine Ausstellung seiner Fotografien in Jerusalem. Rosner gab mehrere Bildbände heraus. Sein Fotoessay über den Exodus der jemenitischen Juden ist unveröffentlicht.
Seine Tochter Miriam Spielman gab seinen Nachlass an das Israel Museum, das aufgrund der israelischen Rechtslage die Fotos ab 2001 gemeinfrei stellen konnte.

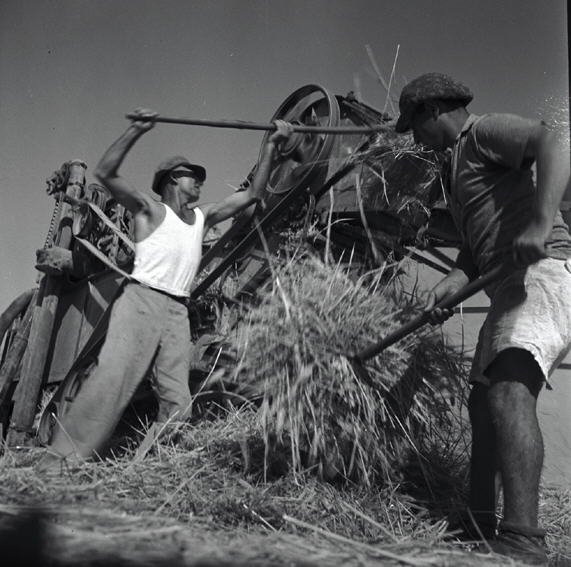
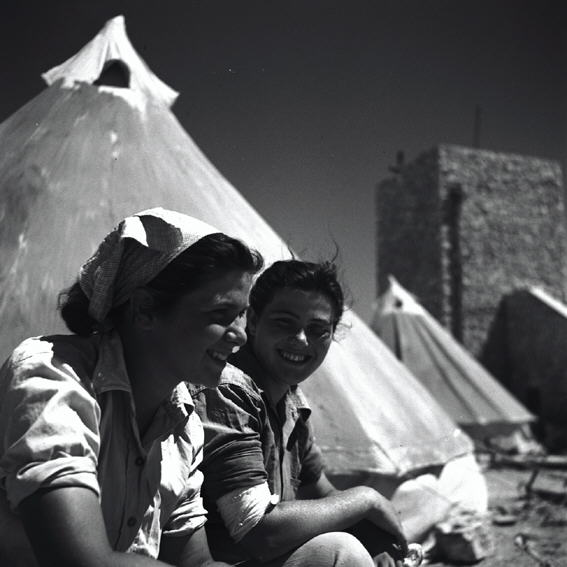
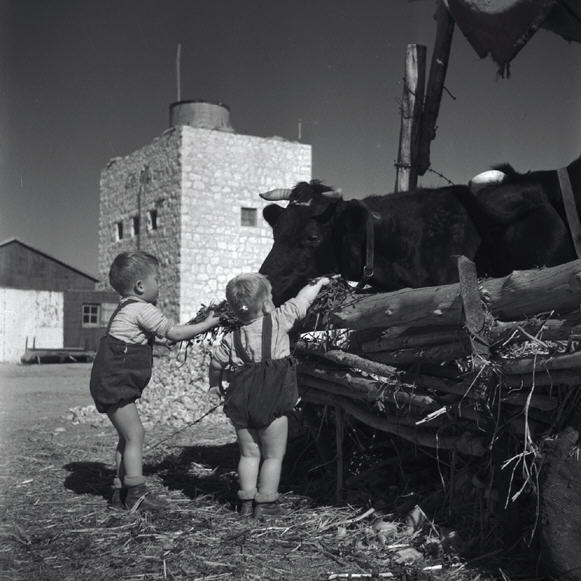
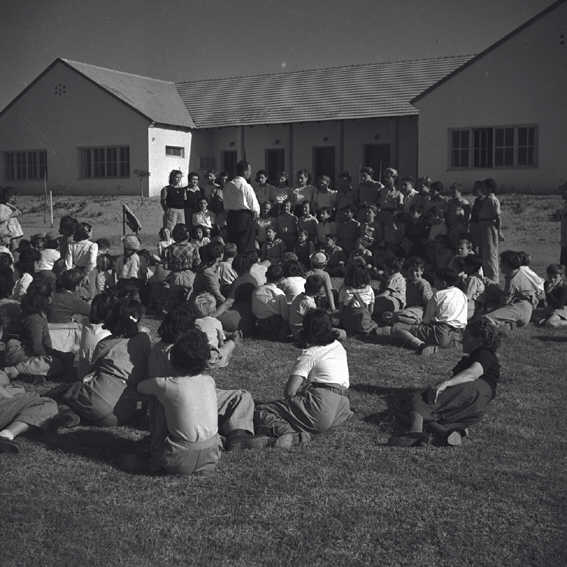

## Ausstellungen (Auswahl)
- Jakob Rosner: A Palestine picture book. Schocken Books, New York 1947.
- Jakob Rosner. In: Tatjana Neef (Hrsg.): Unbelichtet – unexposed. Münchner Fotografen im Exil. (Erschienen anlässlich der gleichnamigen Ausstellung im Jüdischen Museum München). Kehrer Verlag, Heidelberg 2010, ISBN 978-3-86828-130-9, S. 137.
- Klaus Honnef, Frank Weyers: Und sie haben Deutschland verlassen ... müssen : Fotografen und ihre Bilder 1928–1997 Ausstellung Rheinisches Landesmuseum Bonn, 15. Mai–24. August 1997. PROAG, Köln 1997 ISBN 3-932584-02-3, S. 411–414